# Lugaži socken

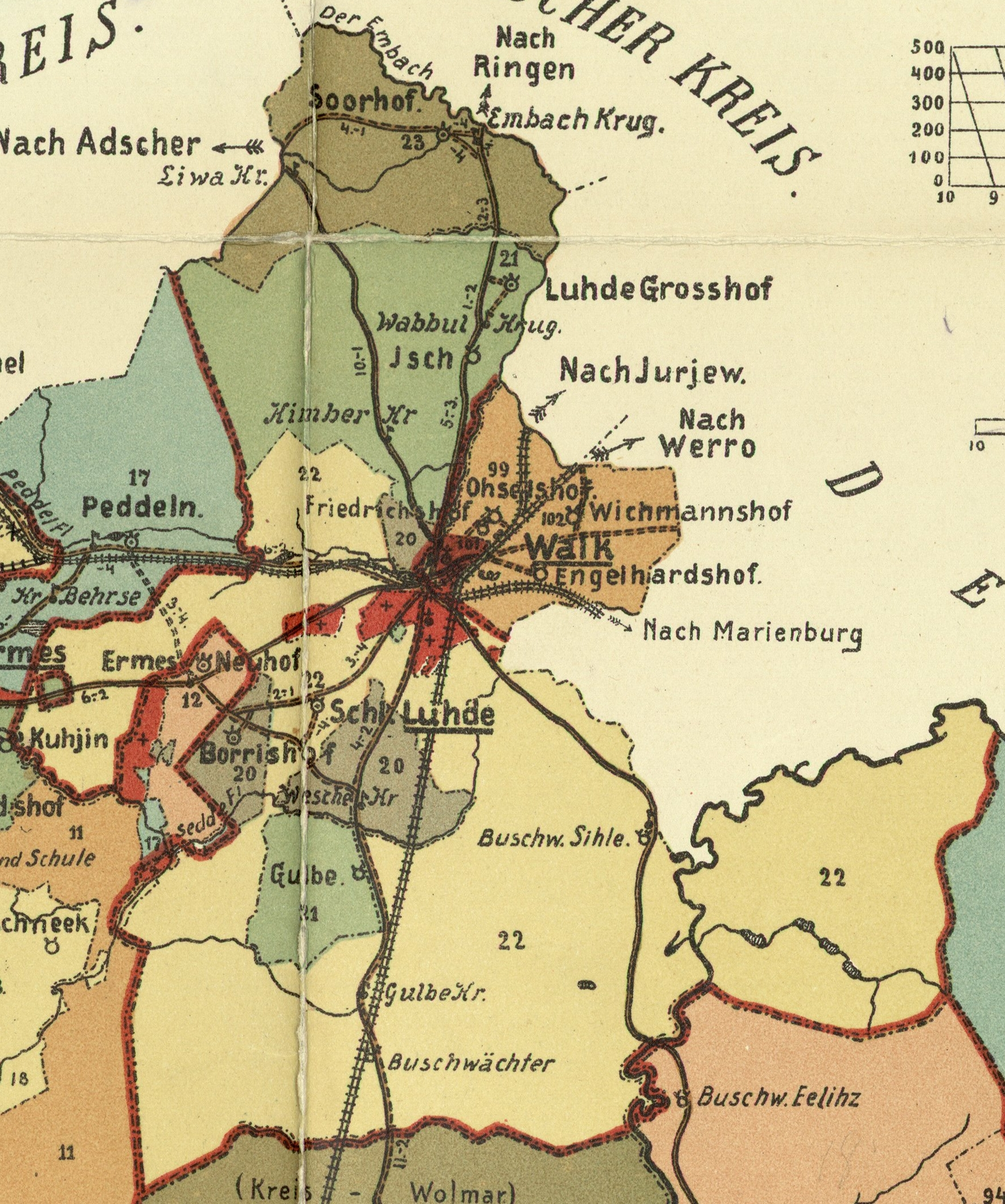
Gods på Lugaži socken (1904)

Lugaži socken  (lettiska: Lugažu draudzes novads, estniska: Luke kihelkond, tyska: Kirchspiel Luhde) var en socken i Walks krets i Guvernementet Livland. Socknens kyrkby var Lugaži (tyska: Luhde), väster om staden Valka i nuvarande Lettland.